# Acutocapillitium filiforme
Acutocapillitium filiforme är en svampart som beskrevs av Calonge 2000. Acutocapillitium filiforme ingår i släktet Acutocapillitium och familjen Agaricaceae.   Inga underarter finns listade i Catalogue of Life.